# Guatteria phanerocampta
Guatteria phanerocampta är en kirimojaväxtart som beskrevs av Friedrich Ludwig Diels. Guatteria phanerocampta ingår i släktet Guatteria och familjen kirimojaväxter. Inga underarter finns listade i Catalogue of Life.